# Robert Monroe
Pour les articles homonymes, voir Monroe.
 (février 2020).
Si vous disposez d'ouvrages ou d'articles de référence ou si vous connaissez des sites web de qualité traitant du thème abordé ici, merci de compléter l'article en donnant les références utiles à sa vérifiabilité et en les liant à la section « Notes et références ».
Robert Allan Monroe (30 octobre 1915–17 mars 1995) était un homme d'affaires fortuné, à la tête de nombreux médias aux États-Unis, et ingénieur du son. Il s'est intéressé à la parapsychologie lorsqu'il raconta avoir eu l'impression de "sortir de son corps". Ses aventures sont relatées dans son livre  Journeys Out of the Body (Voyages hors du corps) paru en 1971.

## Biographie
Monroe est originaire de Virginie. Il a affirmé avoir eu ses premières expériences, plus tard finalement qualifiées de "hors du corps", en 1958. Après de nombreuses expérimentations visant à déterminer si ce qu'il vivait était réel ou le produit de son imagination ou de rêves.
Après avoir été convaincu que ce qu'il vivait était réel (comme relaté dans son premier ouvrage "Journeys out of the body", il a poursuivi ses epérimentations et a fondé l'Institut Monroe, une « organisation à but non lucratif dédiée à l'exploration de la conscience humaine ». Il s'est entouré de nombreuses personnes ayant des dons ou se prétendant comme tels afin de réaliser et d'étudier des expériences d'exploration.
Il est notamment à l'origine d'une méthode « Hemi-Sync »  (diminutif de Hemispheric Synchronization ; ou Synchronisation Hémisphérique) qui faciliterait l'entrée dans des états modifiés de conscience, utiles à de nombreuses fins, dont certains seraient favorables au voyage astral. L'Hemi-Sync emploie des fréquences sonores précises fondées sur le principe du battement binaural, accompagnées d'instructions de méditation ; il permettrait de stimuler les deux hémisphères du cerveau afin qu'ils fonctionnent de manière synchrone, ce qui n'est pas le cas « habituellement ».
Il fut associé à la détermination d'un ensemble de « guide posts », « beacon posts » ou « repères / phares », qui seraient des niveaux permettant de distinguer différents états de la conscience ou d'expérience ; le premier étant le Niveau Dix (Focus 10) dit « corps endormi - conscience alerte », le deuxième, le Niveau Douze (Focus 12) décrit avec un « ressenti d'exister physiquement au-delà du corps », le Niveau Quinze (Focus 15) où l'on ressent que « le temps ne s'écoule plus », et bien d'autres.
Il a créé ces exercices audio de concentration facilitant l'entrée dans différents états modifiés de conscience, et les a enregistrées dans des cassettes nommées gateway tapes.

## Publications
Robert Monroe fut l'auteur de ces trois livres :
- Journeys Out of the Body (Le voyage hors du corps) (1971)
- Far Journeys (Fantastiques expériences de voyage astral) (1985)
- Ultimate Journey (non-traduit) (1994)

## L'institut Monroe
L'Institut Monroe, ou TMI (The Monroe Institute), est une organisation à but non lucratif issue des travaux de recherche de Robert Monroe. Il est officiellement fondé aux États-Unis en 1974 à Faber (en), en Virginie.
Consacré à « l’exploration de la conscience humaine », il promeut la méthode Hemi-Sync au moyen de stages sur son site en Virginie, mais aussi à travers le monde. Il s’appuie sur un réseau de représentants locaux, en Allemagne, en Angleterre, en Australie, au Brésil, au Canada, à Chypre, en Espagne, en France, au Japon et en Roumanie.